# NBL 1995
Die NBL 1995 war die 17. Austragung der australasischen National Basketball League. Die mit vierzehn Teams aus Australien ausgetragene Meisterschaft begann am 21. April 1995 und endete am 15. Oktober 1995. Im Finale konnte sich die Perth Wildcats in der Best-of-three-Serie gegen die North Melbourne Giants in drei Spielen durchsetzen und damit ihren dritten Meistertitel erringen.

## Modus
Jedes Team trägt in der regulären Saison 13 Heim- und Auswärtsspiele aus. Die Spielzeit beträgt 4 × 12 Minuten. Die in der Endtabelle auf den Plätzen 1 bis 8 stehenden Teams qualifizieren sich für das Playoff-Viertelfinale. In diesem spielt der erste gegen den achten, der zweite gegen den siebten, der dritte gegen den sechsten und der vierte gegen den fünften. Die Sieger qualifizieren sich für das Halbfinale, in dem das bestgesetzte Team gegen das am nriedrigsten gesetzte Team spielt. Die beiden Sieger ziehen ins Finale ein. In allen Runden gilt der best of three-Modus.

## Mannschaften
| Mannschaft                 | Stadt                                  | Austragungsort                          | Plätze | Trainer         |
| -------------------------- | -------------------------------------- | --------------------------------------- | ------ | --------------- |
| Adelaide 36ers             | Adelaide, South Australia              | Clipsal Powerhouse                      | 8.000  | Mike Dunlap     |
| Brisbane Bullets           | Brisbane, Queensland                   | Brisbane Entertainment Centre           | 13.500 | Bruce Palmer    |
| Canberra Cannons           | Canberra, Australian Capital Territory | AIS Arena                               | 5.200  | Brett Flannigan |
| Geelong Supercats          | Geelong, Victoria                      | Geelong Arena                           | 2.000  | Jim Calvin      |
| Gold Coast Rollers         | Gold Coast, Queensland                 | Carrara Indoor Stadium                  | 2.992  | Dave Claxton    |
| Hobart Tassie Devils       | Hobart Tasmania                        | Derwent Entertainment Centre            | 5.400  | Bill Tomlinson  |
| Illawarra Hawks            | Wollongong, New South Wales            | Illawarra Basketball Stadium            | 2.000  | Alan Black      |
| Melbourne Tigers           | Melbourne, Victoria                    | National Tennis Centre at Flinders Park | 15.400 | Lindsay Gaze    |
| Newcastle Falcons          | Newcastle, New South Wales             | Newcastle Entertainment Centre          | 4.658  | Tom Wiseman     |
| North Melbourne Giants     | Melbourne, Victoria                    | The Glass House                         | 7.200  | Brett Brown     |
| Perth Wildcats             | Perth, Western Australia               | Perth Entertainment Centre              | 8.200  | Adrian Hurley   |
| South East Melbourne Magic | Melbourne, Victoria                    | National Tennis Centre at Flinders Park | 15.400 | Brian Goorjian  |
| Sydney Kings               | Sydney, New South Wales                | Sydney Entertainment Centre             | 10.500 | Bob Turner      |
| Townsville Suns            | Townsville, Queensland                 | Townsville Entertainment Centre         | 5.257  | Mark Bragg      |

## Tabelle
Abschlusstabelle nach Ende der Hauptrunde
- Für das Play-off Viertelfinale qualifiziert

| Pl.  | Team                   | Spiele | Siege | Niederlagen | Siegquote | Punkte+ | Punkte- | Punktedifferenz | Heimbilanz | Auswärtsbilanz |
| ---- | ---------------------- | ------ | ----- | ----------- | --------- | ------- | ------- | --------------- | ---------- | -------------- |
| 01.  | Perth Wildcats         | 26     | 19    | 7           | 73,08 %   | 2721    | 2617    | +104            | 10:3       | 9:4            |
| 02.  | S.E. Melbourne Magic   | 26     | 18    | 8           | 69,23 %   | 2742    | 2547    | +195            | 8:5        | 10:3           |
| 03.  | North Melbourne Giants | 26     | 18    | 8           | 69,23 %   | 2886    | 2694    | +194            | 8:5        | 10:3           |
| 04.  | Adelaide 36ers         | 26     | 17    | 9           | 65,38 %   | 2651    | 2590    | +61             | 10:3       | 7:6            |
| 05.  | Newcastle Falcons      | 26     | 17    | 9           | 65,38 %   | 2616    | 2611    | +5              | 9:4        | 8:5            |
| 06.  | Brisbane Bullets       | 26     | 16    | 10          | 61,54 %   | 2818    | 2719    | +99             | 10:3       | 6:7            |
| 07.  | Illawarra Hawks        | 26     | 14    | 12          | 53,85 %   | 2635    | 2584    | +51             | 8:5        | 6:7            |
| 08.  | Melbourne Tigers       | 26     | 14    | 12          | 53,85 %   | 2891    | 2762    | +129            | 9:4        | 5:8            |
| 09.  | Canberra Cannons       | 26     | 12    | 14          | 46,15 %   | 2768    | 2778    | −10             | 7:6        | 5:8            |
| 010. | Sydney Kings           | 26     | 10    | 16          | 38,46 %   | 2578    | 2692    | −114            | 5:8        | 5:8            |
| 011. | Geelong Supercats      | 26     | 9     | 17          | 34,62 %   | 2672    | 2836    | −264            | 6:7        | 3:10           |
| 012. | Townsville Suns        | 26     | 9     | 17          | 34,62 %   | 2677    | 2730    | −53             | 6:7        | 3:10           |
| 013. | Gold Coast Rollers     | 26     | 5     | 21          | 19,23 %   | 2700    | 2921    | −221            | 4:9        | 1:12           |
| 014. | Hobart Tassie Devils   | 26     | 4     | 22          | 15,38 %   | 2386    | 2660    | −274            | 3:10       | 1:12           |

## Play-offs

### Modus
Die in der Endtabelle auf den Plätzen 1 bis 8 stehenden Teams qualifizieren sich für das Playoff-Viertelfinale. In diesem spielt der erste gegen den achten, der zweite gegen den siebten, der dritte gegen den sechsten und der vierte gegen den fünften. Die Sieger qualifizieren sich für das Halbfinale, in dem das bestgesetzte Team gegen das am nriedrigsten gesetzte Team spielt. Die beiden Sieger ziehen ins Finale ein. In allen Runden gilt der best of three-Modus.

### Spiele
|  | Viertelfinale | Viertelfinale          | Viertelfinale          | Viertelfinale | Viertelfinale |                      |                      | Halbfinale     | Halbfinale | Halbfinale | Halbfinale | Halbfinale |  |  | Finale | Finale | Finale | Finale | Finale |
|  |               |                        |                        |               |               |                      |                      |                |            |            |            |            |  |  |        |        |        |        |        |
|  | 1             | Perth Wildcats         | 91                     | 108           | 96            |                      |                      |                |            |            |            |            |  |  |        |        |        |        |        |
|  | 8             | Melbourne Tigers       | 103                    | 99            | 92            |                      |                      |                |            |            |            |            |  |  |        |        |        |        |        |
|  | 8             | Melbourne Tigers       | 103                    | 99            | 92            | 1                    | Perth Wildcats       | 94             | 85         |            |            |            |  |  |        |        |        |        |        |
|  |               |                        |                        |               |               | 1                    | Perth Wildcats       | 94             | 85         |            |            |            |  |  |        |        |        |        |        |
|  |               | 4                      | Adelaide 36ers         | 78            | 76            |                      |                      |                |            |            |            |            |  |  |        |        |        |        |        |
|  | 4             | 4                      | Adelaide 36ers         | 78            | 76            | Adelaide 36ers       | 93                   | 94             | 99         |            |            |            |  |  |        |        |        |        |        |
|  | 4             |                        |                        |               |               |                      | 93                   | 94             | 99         |            |            |            |  |  |        |        |        |        |        |
|  | 5             | Newcastle Falcons      | 101                    | 84            | 92            |                      |                      |                |            |            |            |            |  |  |        |        |        |        |        |
|  |               |                        |                        |               |               |                      | 1                    | Perth Wildcats | 97         | 97         | 108        |            |  |  |        |        |        |        |        |
|  |               | 3                      | North Melbourne Giants | 104           | 88            | 88                   |                      |                |            |            |            |            |  |  |        |        |        |        |        |
|  | 3             | North Melbourne Giants | 115                    | 130           |               |                      |                      |                |            |            |            |            |  |  |        |        |        |        |        |
|  | 6             | Brisbane Bullets       | 105                    | 99            |               |                      |                      |                |            |            |            |            |  |  |        |        |        |        |        |
|  | 6             | Brisbane Bullets       | 105                    | 99            | 2             | S.E. Melbourne Magic | 77                   | 98             | 92         |            |            |            |  |  |        |        |        |        |        |
|  |               |                        |                        |               |               | S.E. Melbourne Magic | 77                   | 98             | 92         |            |            |            |  |  |        |        |        |        |        |
|  |               | 3                      | North Melbourne Giants | 98            | 79            | 107                  |                      |                |            |            |            |            |  |  |        |        |        |        |        |
|  | 2             | 3                      | North Melbourne Giants | 98            | 79            | 107                  | S.E. Melbourne Magic | 108            | 92         | 93         |            |            |  |  |        |        |        |        |        |
|  | 2             |                        |                        |               |               |                      | S.E. Melbourne Magic | 108            | 92         | 93         |            |            |  |  |        |        |        |        |        |
|  | 7             | Illawarra Hawks        | 113                    | 89            | 75            |                      |                      |                |            |            |            |            |  |  |        |        |        |        |        |

## Individuelle Auszeichnungen
- Most Valuable Player der regulären Saison (Andrew Gaze Trophy): Andrew Gaze (Melbourne Tigers)
- Rookie of the Year: John Rillie (Brisbane Bullets)
- Best Defensive Player (Damian Martin Trophy): Darren Lucas (S.E. Melbourne Magic)
- Coach of the Year (Lindsay Gaze Trophy): Alan Black (Illawarra Hawks) und Tom Wiseman (Newcastle Falcons)
- NBL Most Improved Player: Tonny Jensen (Newcastle Falcons)
- All-NBL First Team:
  - Andrew Gaze (Melbourne Tigers)
  - Darryl McDonald (North Melbourne Giants)
  - Robert Rose (Adelaide 36ers)
  - Andrew Vlahov (Perth Wildcats)
  - Reggie Smith (Newcastle Falcons)
  - John Dorge (S.E Melbourne Magic)

- Grand Final Series MVP (Larry Sengstock Medal): Andrew Vlahov (Perth Wildcats)